# Kathijawar
Kathijawar (gudźarati: કાઠીયાવાડ; hindi: काठियावाड़, trl.: Kāṭhiyāvāṛ; ang. Kathiawar) – półwysep w zachodnich Indiach, w południowo-zachodniej części prowincji Gudźarat. Od północy ograniczony solniskiem Mały Rann, od wschodu wodami Zatoki Kambajskiej, od południowego zachodu wodami Morza Arabskiego a od północnego zachodu wodami zatoki Kaććh. Półwysep zajmuje powierzchnię ok. 60 tys. km². W północno-wschodniej części rozciągają się stare formacje piaskowców pokryte w wielu miejscach warstwą skał wylewnych. Obszary przybrzeżne we wschodniej i zachodniej części półwyspu pokryte glinami i wapieniami, natomiast w części południowej aluwiami.
Dużą część półwyspu zajmują obszary nizinne, których wysokość nie przekracza 180 m n.p.m. Najwyższe wzniesienia występują na wzgórzach Girnar (1117 m n.p.m.) i w grzbiecie Gir (643 m n.p.m.). Ze względu na suchy, gorący klimat na półwyspie dominują kserofityczne zarośla krzewiaste. Nisko położone tereny nadmorskie porośnięte są namorzynami. Na południu, w Parku Narodowym Gir występują jedyne w Indiach stanowiska lwa azjatyckiego. Gospodarka na półwyspie opiera się przede wszystkim na rolnictwie. Przeważają uprawy pszenicy, prosa, orzeszków ziemnych, sezamu i bawełny. Główne miasta to Rajkot i Bhavnagar.
Pierwsze ośrodki osadnictwa na półwyspie zaczęły powstawać w trzecim tysiącleciu p.n.e. W Lothal i Prabhasa Patan zachowały się pozostałości cywilizacji doliny Indusu. W III wieku p.n.e. półwysep przeszedł pod panowanie Maurjów, lecz szybko został opanowany przez Śaków. W początkach n.e. na terenie tym panowali satrapowie, a w V wieku, po upadku dynastii Guptów Kathijawar został zajęty przez władców Walabhi. Półwysep był wielokrotnie celem muzułmańskich najazdów, których kulminacją była kampania Mahmuda z Ghazny w 1024 roku, podczas której złupiono Somnath. Obszar przeszedł później pod władanie Mogołów. Po 1820 roku poszczególne państewka na półwyspie zaczęły uznawać zwierzchnictwo brytyjskie.